# Olcostephanidae
Olcostephanidae es una familia de cefalópodos amonoides extintos de la superfamilia Perisphinctoidea. Estos organismos carnívoros marinos y nectónicos de vivieron desde el período Jurásico hasta el Cretácico.

## Géneros[1]
- Bihenduloceras
- Olcostephanus Neumayr, 1875
- Saynoceras
- Subastieria Spath, 1923
- Taraisites Canta-Chapa, 1966
- Valanginites Sayn, 1910

## Distribución
Se han encontrado fósiles de especies de este género en los sedimentos del Cretácico de la Antártida, Argentina, Austria, Chile, Colombia, República Checa, Checoslovaquia, Francia, Hungría, Italia, México, Marruecos, Perú, Polonia, Portugal, Rumania, Eslovaquia, Sur África, España, Rusia, Estados Unidos, así como en el Jurásico de Argentina y México.